# Lista de vulcões do Reino Unido
Não há vulcões ativos na Grã-Bretanha ou na Irlanda, mas há alguns em territórios dependentes britânicos. Um dos maiores é  1 370
-metro (4 500 pé) Monte Belinda em 58° 26′ 06″ S, 26° 22′ 53″ O na ilha Montagu no Mar de Weddell ao largo da costa da Antártica. Está dentro do Território Ultramarino Britânico da Geórgia do Sul e Ilhas Sandwich do Sul.
Monte Michael (805 m (2 600 pé)), em 57° 48′ 03″ S, 26° 29′ 18″ O na ilha Saunders, estava ativo em 2005. Seus 700-metros-diâmetro (2,300 pés) considera-se que a cratera do cume contém possivelmente um lago de lava, um dos poucos do mundo.
Abaixo está uma lista de vulcões extintos no Reino Unido.
| Nome                                 | Altitude | Altitude | Localização                 | Última erupção                            |
| Nome                                 | metros   | pés      | Coordenadas                 | Última erupção                            |
| Ardnamurchan                         | -        | -        | 56° 44′ 00″ N, 5° 59′ 00″ O | início Eoceno: c.55 milhões de anos atrás |
| Arthur's Seat em Edimburgo           | 251      | 824      | 55° 56′ 39″ N, 3° 09′ 43″ O | Carbonífero                               |
| Montes Cheviot                       | 815      | 2674     | -                           | Ordoviciano                               |
| Colinas de Cuillin (na Ilha de Skye) |          |          | 57° 12′ N, 6° 12′ O         | Terciário                                 |
| Dundee Law vulcão extinto em Dundee  |          | 500      | 56° 28′ 11″ N, 2° 59′ 22″ O | Ordoviciano                               |
| Castelo de Edimburgo castle rock     | -        | -        | 55° 56′ 55″ N, 3° 12′ 03″ O | Carbonífero inferior                      |
| Giant's Causeway                     | -        | -        | 55° 15′ 00″ N, 6° 29′ 07″ O | Paleogeno                                 |
| Glen Coe Caldera                     | -        | -        | 56° 40′ 08″ N, 5° 01′ 34″ O | Siluriano                                 |
| North Berwick Law                    | 187      | 613      | 56° 03′ 05″ N, 2° 42′ 58″ O | Carbonífero                               |
| Ben Nevis                            | 1345     | 4411     | 56°47′49″N 5°00′13″W        | Carbonífero (Cúpula colapsada)            |